# 오르혼 비문

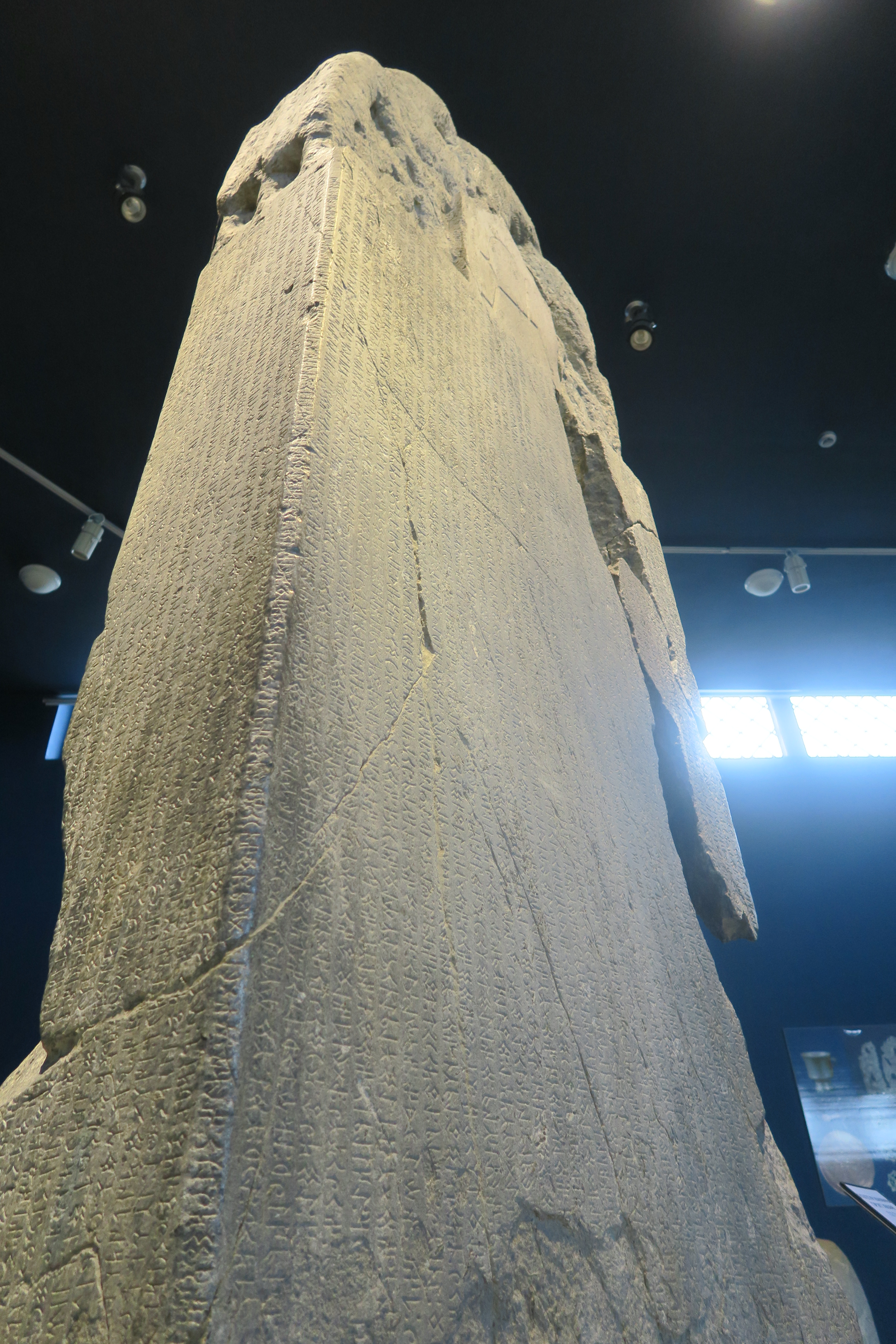
퀼 테긴 비석

오르혼 비문(Orkhon inscriptions) 또는 퀼 테긴 비석(Kul Tigin steles)은 서기 8세기 초 괵튀르크족이 오늘날 몽골 영토의 오르홍 계곡에 돌궐 문자로 새긴 2개의 비문이다. 돌궐 제2제국의 왕자 퀼 테긴과 그 형 빌게 카간을 기리기 위해 세워졌다.
한문과 고대 튀르크어로 새겨진 비문들은 튀르크족의 전설적 기원, 역사의 황금기, 당나라의 정복과 일테리쉬 카간에 의한 해방에 관한 내용을 담고 있다. 어떤 주장에 따르면 비문은 서사시처럼 율동적이고 병렬적인 구절이 포함되어 있다고 한다.
1889년 러시아의 탐험가 니콜라이 야드린체프에 의해 발견되어 바실리 라들로프가 출판했다. 당시 완성된 형태로 발견된 최초의 돌궐 문자 문헌이었으며, 1893년 덴마크의 언어학자 빌헬름 톰센에 의해 해독되었다. 이 문자들은 알파벳의 형식을 따르며 룬 문자와 닮았는데, 소그드 문자의 영향을 받은 것으로 추정된다. 또한 현재도 튀르크어족 언어로 된 기록 중 가장 이른 것으로 남아 있어 학문적 가치가 높다.

## 같이 보기
- 고대 튀르크어
- 돌궐 문자
- 괵튀르크족